# Jo van Heutsz
Joannes Benedictus (Jo) van Heutsz (Coevorden, 3 februari 1851 – Montreux, 11 juli 1924) was een Nederlands luitenant-generaal, onder meer gouverneur-generaal van Nederlands-Indië (1904-1909) en militair en civiel gouverneur van Atjeh.

## Privé
Van Heutsz was de zoon van Joannes Franciscus (Frans) van Heutsz, Nederlands officier der artillerie en diens tweede echtgenote Maria Lucille (Marie) Kocken. Zijn eerste echtgenote stierf aan kraamvrouwenkoorts, waarbij ook hun enig kind overleed. Een van zijn grootvaders was eveneens beroepsmilitair. Zijn ouders scheidden op 28 februari 1865 van tafel en bed. Hij bleef met zijn twee broers en zus bij zijn moeder wonen. Op 22 maart 1877 trad hij op 26-jarige leeftijd in het huwelijk met Maria Henriëtte van der Zwaan. Uit dit huwelijk werden vier zoons en twee dochters geboren.
Zijn zoon Johan Bastiaan van Heutsz (1882-1945) was arts en tropengeneeskundige en werd later een nationaalsocialist, een Nederlands vrijwilliger bij de Waffen-SS en als oorlogsarts bevorderd tot SS-Obersturmbannführer.

## Loopbaan

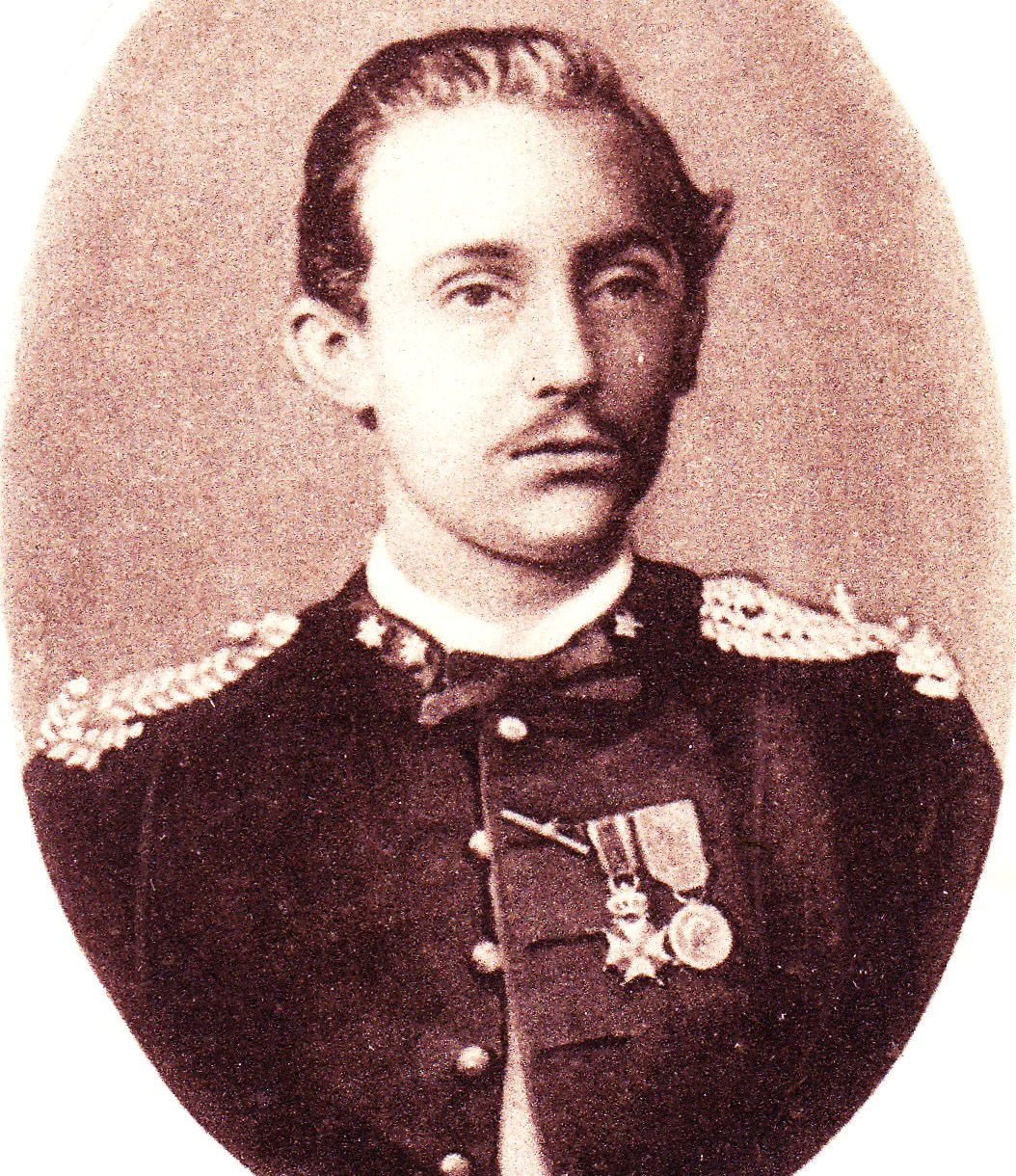
Van Heutsz in de rang van eerste luitenant

Van Heutsz nam in 1867 als 16-jarige volontair dienst bij het Instructie Bataljon in Kampen, werd in 1870 als fourier geplaatst bij de infanterie in Maastricht en werd in 1872 benoemd tot tweede luitenant. Hij werd in 1873 op zijn verzoek overgeplaatst naar het Nederlandsch-Indisch Leger en vertrok in september van dat jaar naar Soerabaja waar hij bij het dertiende bataljon infanterie werd geplaatst. Hij vroeg en kreeg overplaatsing naar Atjeh en diende daar bij het 3e Bataljon Infanterie. Voor zijn verrichtingen aldaar werd hij bij Koninklijk Besluit van 12 november 1875 nummer 18 benoemd tot ridder in de Militaire Willems-Orde vierde klasse voor zijn verrichtingen te Atjeh in 1875. In 1877 werd hij als adjudant bij het civiel en militair bestuur te Soerabaja overgeplaatst en in 1880 keerde hij terug naar Atjeh onder generaal Karel van der Heijden.
In deze periode ontwikkelde Van Heutsz de visie dat voor Atjeh een zuiver militaire oplossing noodzakelijk was. Daarmee ging hij in tegen de officiële politiek van het Indische gouvernement dat een snelle invoering van civiel bestuur beoogde. Van Heutsz presenteerde zijn visie in het artikel Civiel of militair bestuur, dat anoniem in het Militair Blad van 15 november 1882 verscheen. Hij was toen met verlof in Nederland (1881-1883) voor de verdere opleiding aan de Hogere Krijgsschool voor officieren in Den Haag.

### Jaren te Atjeh
In 1883 keerde Van Heutsz terug naar Nederlands-Indië en was achtereenvolgens gedurende zes jaren commandant van verschillende garnizoenen. Hij werd in 1889 voor de derde maal naar Atjeh overgeplaatst, nu in de rang van kapitein en kreeg onder generaal-majoor Van Teijn alle kansen zich te ontplooien. Van Heutsz ging deel uitmaken van het Korps Marechaussee te voet en nam onder meer deel aan de verovering van Kota Toeankoe in 1890. In datzelfde jaar werd Van Heutsz bij keuze bevorderd tot majoor. Toen Van Teijn wegens gezondheidsredenen aftrad en in 1891 werd opgevolgd door F. Pompe van Meerdervoort, met wie Van Heutsz in conflict kwam, vroeg en verkreeg Van Heutsz overplaatsing en werd benoemd tot garnizoenscommandant te Batavia. Hier schreef hij zijn brochure De onderwerping van Atjeh ('s-Gravenhage, 1893) - eerder gepubliceerd in het Indisch Militair Tijdschrift - waarin hij pleitte voor het weer instellen van een marineblokkade als middel tot de onderwerping van Atjeh.
Van Heutsz leerde in deze jaren de Islam-kundige en adviseur Inlandse Zaken Snouck Hurgronje kennen en waarderen. Beiden waren van oordeel dat Atjeh eerst militair onderworpen diende te worden alvorens er een civiel bestuur gevestigd kon worden en waren tegen de bezuinigingspolitiek van het Indisch gouvernement. Zij zetten vragen bij de methodes van generaal Deykerhoff om Teukoe Oemar met geld te bewegen zijn verzet op te geven. Snouck Hurgronje had dan ook alle waardering voor de militaire uitgangspunten van de brochure De onderwerping van Atjeh. In 1894 werd Van Heutsz bevorderd tot luitenant-kolonel en in die rang in 1895 benoemd tot gewestelijk militair commandant van Sumatra's Oostkust in Medan. Snouck Hurgronje, adviseur van gouverneur-generaal Van der Wijck, prees Van Heutsz aan als de enige die de Nederlandse tegenslagen in de Atjehoorlog aan kon pakken. Toen in 1896 het bericht kwam dat Teukoe Oemar zich tegen Deijkerhoff had gekeerd, werd Van Heutsz opnieuw overgeplaatst naar Atjeh, als deelnemer aan de expeditie onder leiding van generaal Vetter. Van Heutsz werd in 1897 benoemd tot kolonel, chef van de generale staf te Batavia.

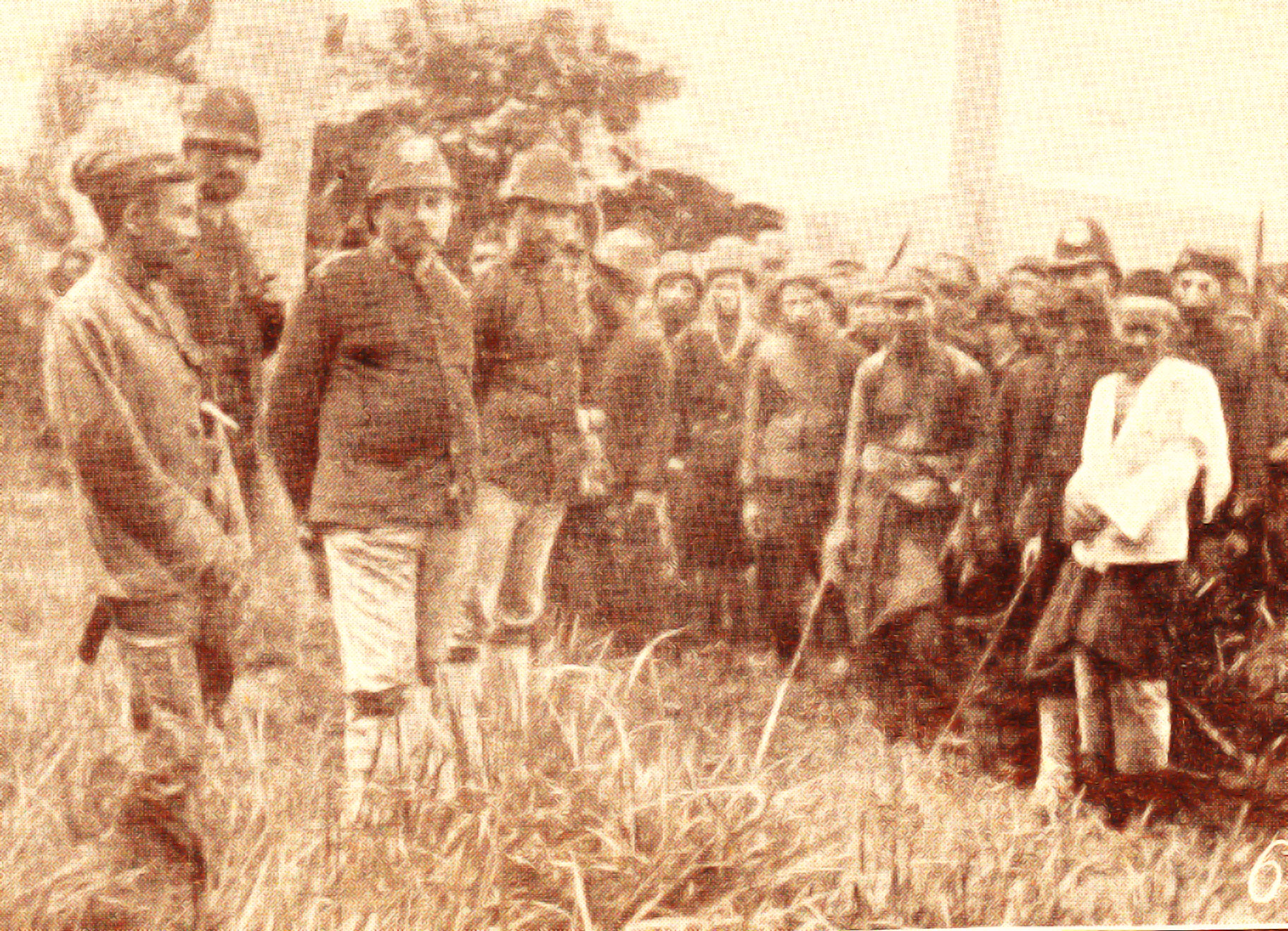
Van Heutsz in 1897 in het bivak Selimoen

### Gouverneur-generaal van Nederlands-Indië
In Batavia raakte Van der Wijck mede dankzij Snoucks pleidooien steeds meer overtuigd van de juistheid van de militaire inzichten van Van Heutsz. In 1898 werd deze dan ook bevorderd tot generaal-majoor en benoemd tot civiel en militair gouverneur van Atjeh, waarbij Snouck Hurgronje hem als adviseur diende. In de periode van zijn gouverneurschap, van 1898 tot 1904, wist hij onder het motto waakzaamheid en bewegelijkheid met snelle onverwachte aanvallen gehele streken te bezetten. Van Heutsz volgde Snouck Hurgronjes aanbevelingen door de inzet het Korps Marechaussee te voet en de tactiek van de verschroeide aarde. Van Heutsz beval kolonel Gotfried van Daalen om het verzet te breken. Van Daalen verwoestte meerdere dorpen waarbij ten minste 2900 Atjehers de dood vonden onder wie 1150 vrouwen en kinderen.
In 1899 sneuvelde bij een van die aanvallen Teukoe Oemar. Intussen ontstond een verwijdering tussen Snouck Hurgronje en Van Heutsz. De eerste had vooral bezwaren tegen Van Heutsz' naaste medewerker, majoor Van Daalen, die bekendstond als bekwaam militair maar op persoonlijk vlak niet met Snouck Hurgronje overweg kon. In 1900, toen Van Heutsz tot luitenant-generaal was bevorderd, leerde hij de jonge stafofficier en overtuigde antirevolutionair Hendrikus Colijn kennen. In 1902 werd Van Heutsz benoemd tot adjudant-generaal van de koningin. Nadat Toeankoe Mohammed Daoed, de pretendent-sultan van Atjeh, zich in januari 1903 had onderworpen vertrok Van Heutsz het jaar daarop naar Nederland. In 1904 volgde zijn benoeming tot gouverneur-generaal van Nederlands-Indië. Colijn werd zijn rechterhand, hoewel Snouck Hurgronje tot 1906 adviseur Inlandse Zaken was. Samen met Colijn wist Van Heutsz bezuinigingen door te voeren in het bestuursapparaat en wist hij door middel van het doen tekenen van korte verklaringen alle nog onafhankelijke Indische vorsten op de eilanden buiten Java onvoorwaardelijk aan het Nederlands gezag te onderwerpen.

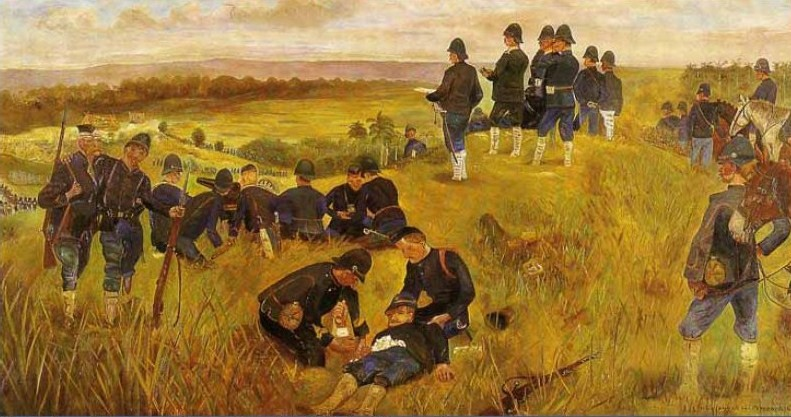
J.B. van Heutsz met zijn staf tijdens de aanval op Bateë-iliëk in 1901, door Jan Hoynck van Papendrecht

Van Heutsz voerde als gouverneur-generaal de onderwijspolitiek in, waardoor dessascholen werden opgericht; de dorpen bekostigden het onderwijs, terwijl het gouvernement voor de leermiddelen zorgde. In Atjeh was in 1903 Van Daalen als gouverneur benoemd met de instructie alle verzet te breken. Minister Fock verzocht naar aanleiding van parlementaire kritiek op de werkwijze van Van Daalen (zie het Bloedbad van Kuta Reh) Van Heutsz om opheldering. Deze zag niets in een commissie van onderzoek en bood aan zelf nasporingen te doen om zo de zaken in de hand te houden. Van Heutsz rekende op de medewerking van Van Daalen maar deze weigerde, aangezien hij meende dat hij zich aan zijn instructies had gehouden, en nam vervolgens ontslag. In 1908 werd de antirevolutionair A.W.F. Idenburg minister van Koloniën en deze wist de parlementaire kritiek te doen luwen. Eind 1909 trad Van Heutsz af als gouverneur-generaal en vestigde zich in Amsterdam.
Aanvankelijk hield hij zich actief bezig met allerlei Indische zaken en was hij onder meer betrokken bij de oprichting van het Koloniaal Museum (het huidige Koninklijk Instituut voor de Tropen). Tijdens de Eerste Wereldoorlog hield hij zich bezig met het verdedigingsstelsel in de koloniën. In november 1918 was hij in Spa te gast bij de Duitse troepen, kort voor de vlucht van keizer Wilhelm II naar Nederland. Er wordt aangenomen dat Van Heutsz, die onder andere adjudant van koningin Wilhelmina was, die vlucht had helpen voorbereiden, maar zelf ontkende hij dit ten stelligste.

### Padvinderij
In december 1915 werd hij door de koninklijke commissaris prins Hendrik gevraagd de eerste voorzitter van de vereniging De Nederlandsche Padvinders (NPV) te worden. Hij bleef dit tot november 1919.
Na de dood van zijn vrouw in 1919, trok hij zich terug uit het openbare leven en verhuisde naar Bussum, waar hij in de wijk Het Spiegel woonde. Vanaf 1922 woonde hij deels in de Alpen, zowel in Montreux als in Meran (Alto Adige in Italië). Van Heutsz overleed op 11 juli 1924 op 73-jarige leeftijd, en werd drie dagen later begraven op kerkhof Clarens, nabij Montreux.
Op 9 juni 1927 werden zijn stoffelijke resten bijgezet in zijn eigen mausoleum op de Nieuwe Oosterbegraafplaats in Amsterdam. Hij kreeg tot dan als enige niet-koninklijke persoon een staatsbegrafenis. In 2003 werd zijn mausoleum afgebroken. De directie van het kerkhof gaf aan dat het praalgraf het ontwerp van de Oosterbegraafplaats in de weg stond. Het verdween in een pakhuis om begin 2011 op een meer afgelegen plek van de Oosterbegraafplaats te worden herbouwd.
Van Heutsz was ridder, officier, commandeur en bezat het Grootkruis in de Militaire Willems-Orde. Hij verwierf bij Koninklijk Besluit van 26 juni 1890 nummer 27 de eresabel (in de rang van kapitein) voor zijn werk in Atjeh in 1889 en 1890. In de rang van luitenant-kolonel werd hij bij Koninklijk Besluit van 24 mei 1897 nummer 59 benoemd tot officier. Bij Koninklijk Besluit van 10 januari 1899 nummer 32 werd hij benoemd tot commandeur voor zijn verrichtingen in de Pedirstreek en aan de noord- en oostkust van Atjeh in 1898, en in 1903 werd hij bevorderd tot Grootkruis der Militaire Willems-Orde.

## Monumenten

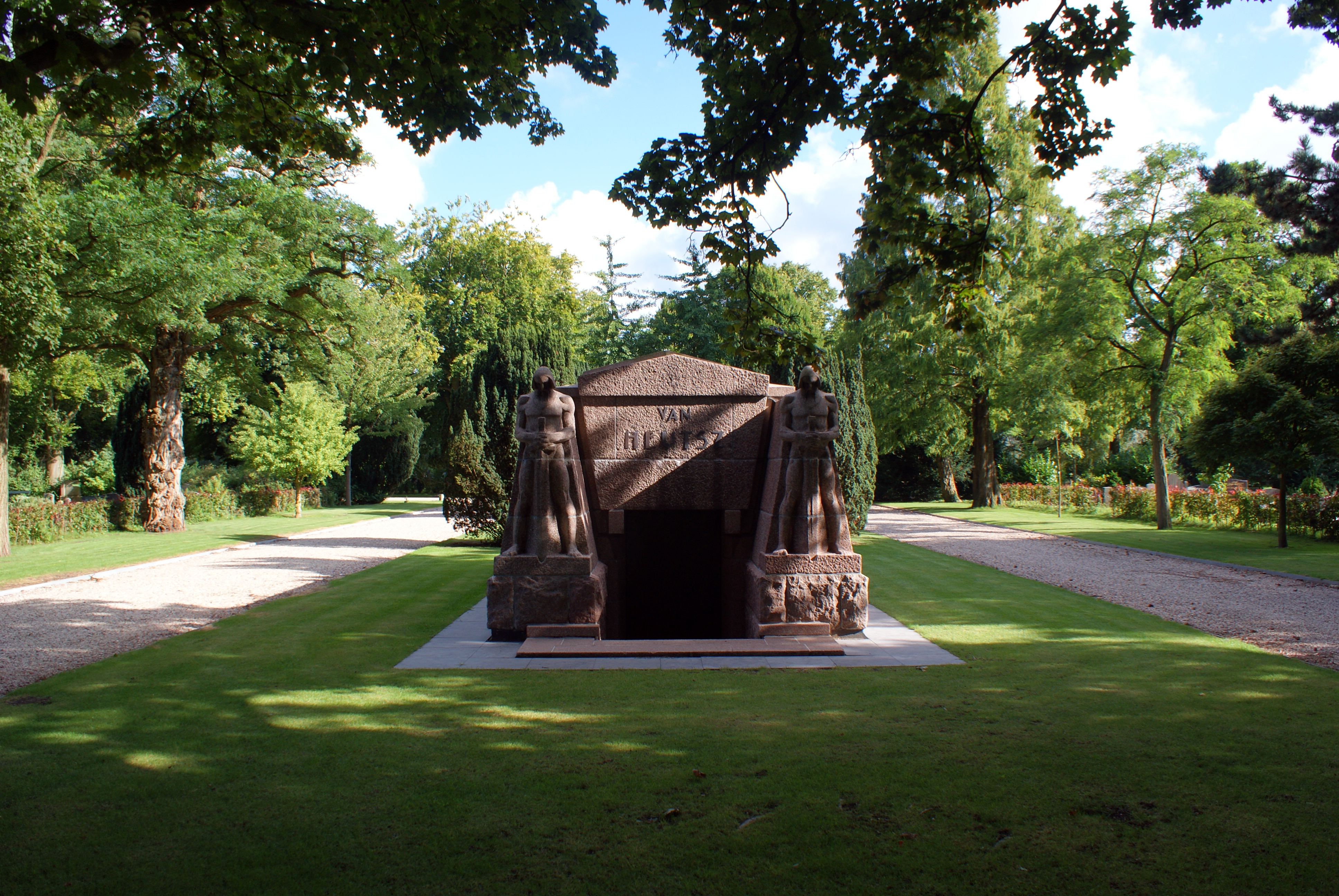
Graftombe van Van Heutsz op de Nieuwe Ooster Begraafplaats in Amsterdam

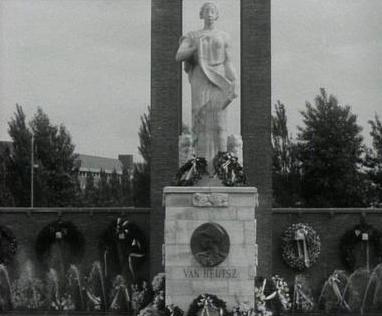
Monument in Amsterdam bij de onthulling in 1935

### Amsterdam
Op de Nieuwe Oosterbegraafplaats bevindt zich het Grafmonument van Jo van Heutsz. In Amsterdam-Zuid, aan de Apollolaan, werd op 15 juni 1935 het Van Heutsz-monument onthuld door koningin Wilhelmina. Het monument heeft vanaf de onthulling veel kritiek gehad, vanwege de wijze waarop Van Heutsz de Atjeh-opstand neersloeg. De zoon van Van Heutsz, Johan Bastiaan van Heutsz schreef op 16 juni 1943 in een brief aan de Amsterdamse burgemeester Voûte dat hij het monument een aanfluiting vond en het liever verwijderd zag. Het monument bestond uit een groot vrouwspersoon op een sokkel met daaronder een buste van Van Heutsz, hierdoor vond hij de daadkracht van de persoon van zijn vader te weinig tot uitdrukking komen. Nadat het monument een aantal keer was vernield, in 1967 met dynamiet en in 1984 met explosieven, werd het controversiële object in 2004 omgedoopt in Monument Indië-Nederland 1596-1949. Alle verwijzingen naar Van Heutsz werden verwijderd.

### Coevorden

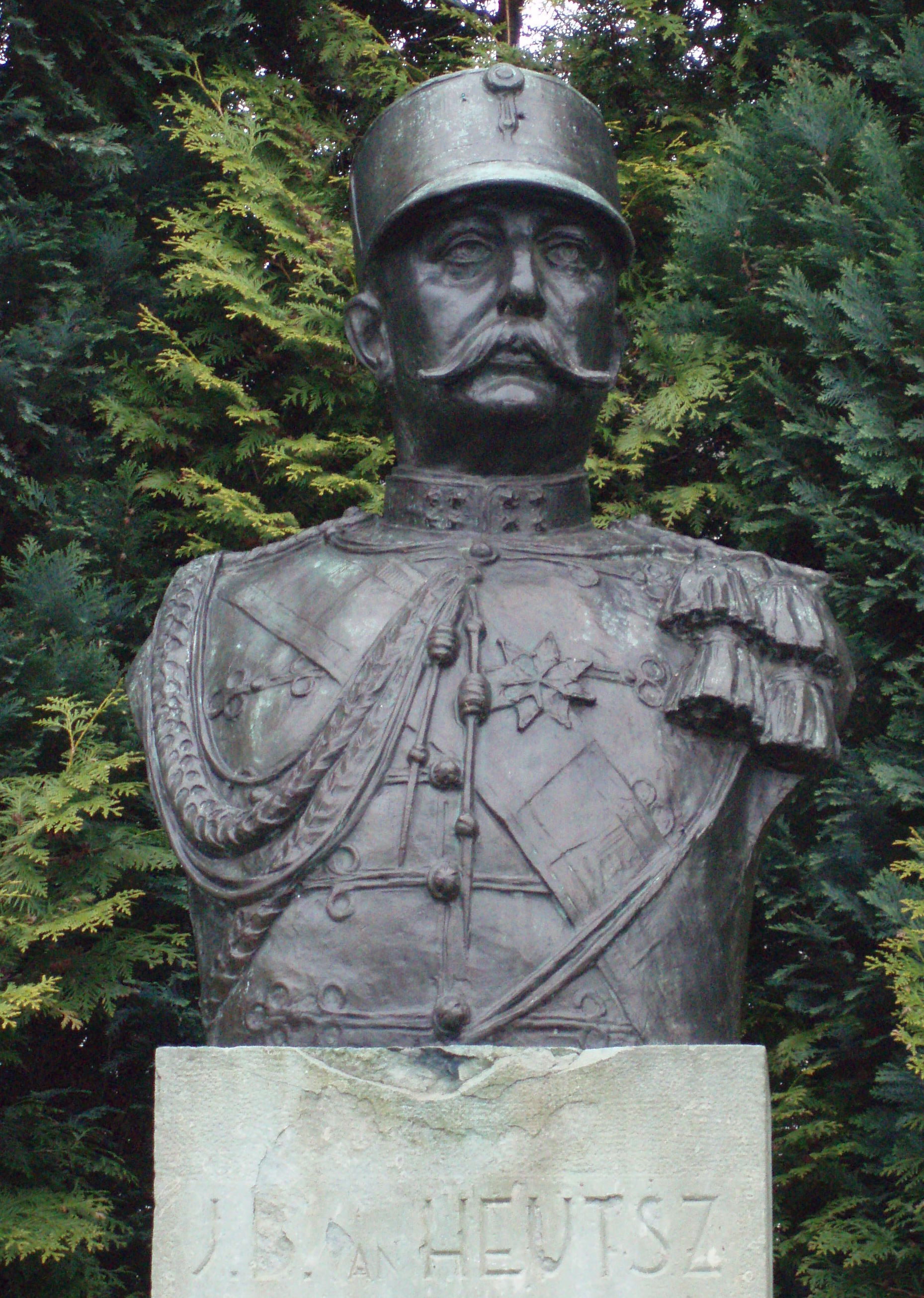
Borstbeeld in zijn geboorteplaats Coevorden

In Van Heutsz' geboorteplaats Coevorden werd een park naar hem genoemd en bevindt zich een borstbeeld dat is vervaardigd door beeldhouwer August Falise in opdracht van de Koninklijken Bond van Ridders der Militaire Willems-Orde beneden den rang van Officier. Het beeld werd op 8 juli 1933 onthuld door prins-gemaal Hendrik. Op 9 april 1965 plaatsten Alard van Lenthe en de latere minister van Defensie Relus ter Beek, destijds redacteuren van de 'Rooie Drentse Courant', bij het beeld een bord met daarop de tekst: Ontslapen onder het hakenkruis; gesneuveld bij het uitmoorden van het 39ste Atjehse dorp; bij het verkrachten van de 79ste Atjehse vrouw; om het geschokte vertrouwen van het Ned.-Indische bestuur opnieuw te funderen. De dochter van Van Heutsz diende hierop een aanklacht tegen Van Lenthe en Ter Beek in. Zij werden veroordeeld tot het betalen van een boete van 50 gulden. Op 5 september 1969 - de trouwdag van Ter Beek - werd het beeld met een ijzeren staaf bewerkt.
Op 17 september 2009 werd het beeld verplaatst van het gemeentehuis naar een locatie aan de haven. Hierdoor staat het beeld dicht bij het geboortehuis van Van Heutsz. Een maand later werd met een scherp voorwerp de naam van de geëerde onleesbaar gemaakt en het woord 'Atjeh' in de sokkel gekerfd.

### Kampen
In Kampen is een kazerne naar Van Heutsz genoemd. Deze kazerne doet inmiddels geen dienst meer en huisvest onder de naam Stadskazerne onder andere de openbare bibliotheek. Het gebouw staat aan het Van Heutszplein.

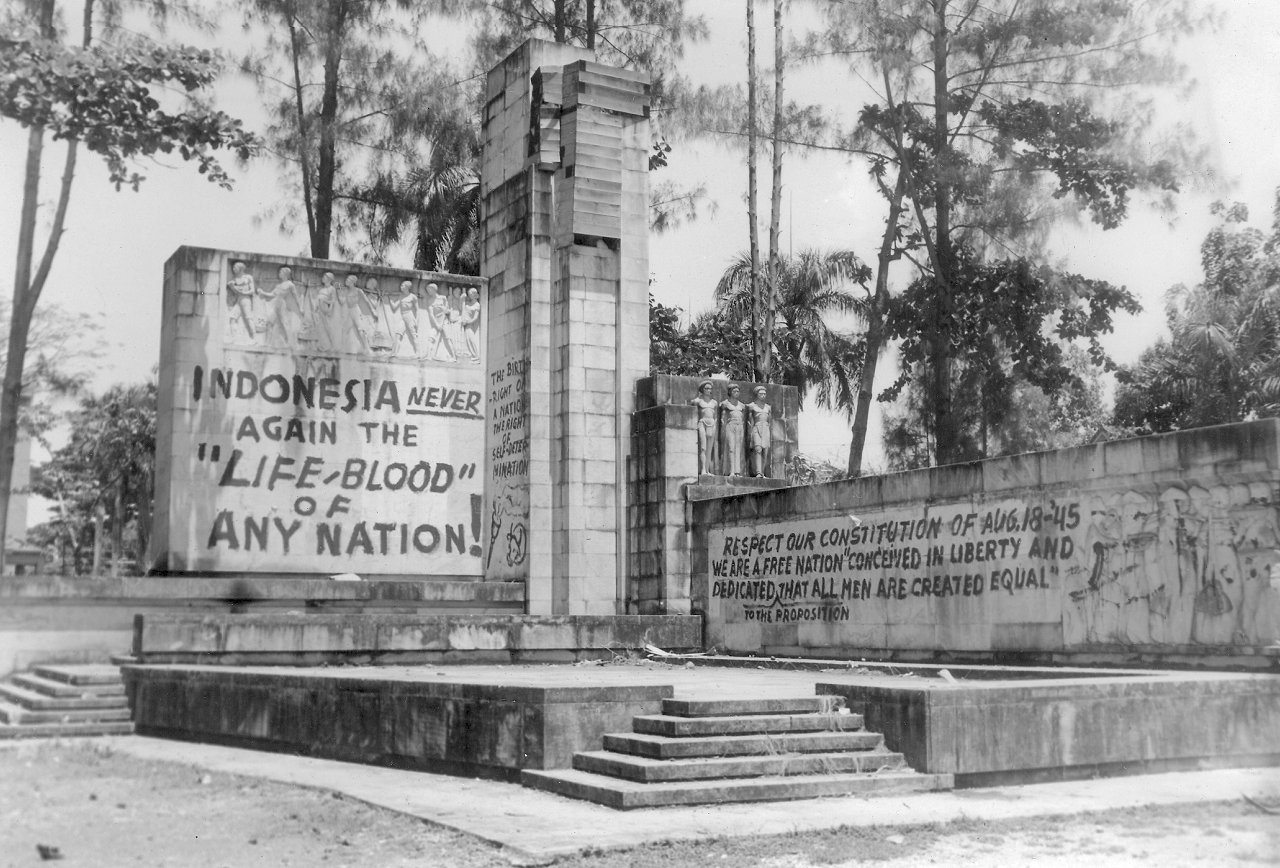
Jakarta, Oktober 1945: Nationalistische leuzen op het Van Heutsz-monument

### Nederlands-Indië

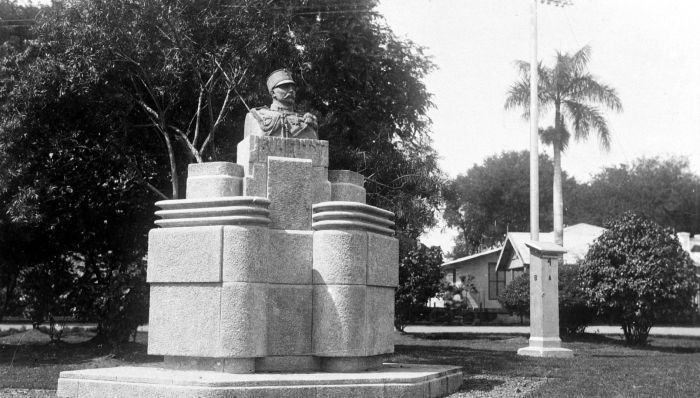
Het monument voor Van Heutsz in Kota Radja

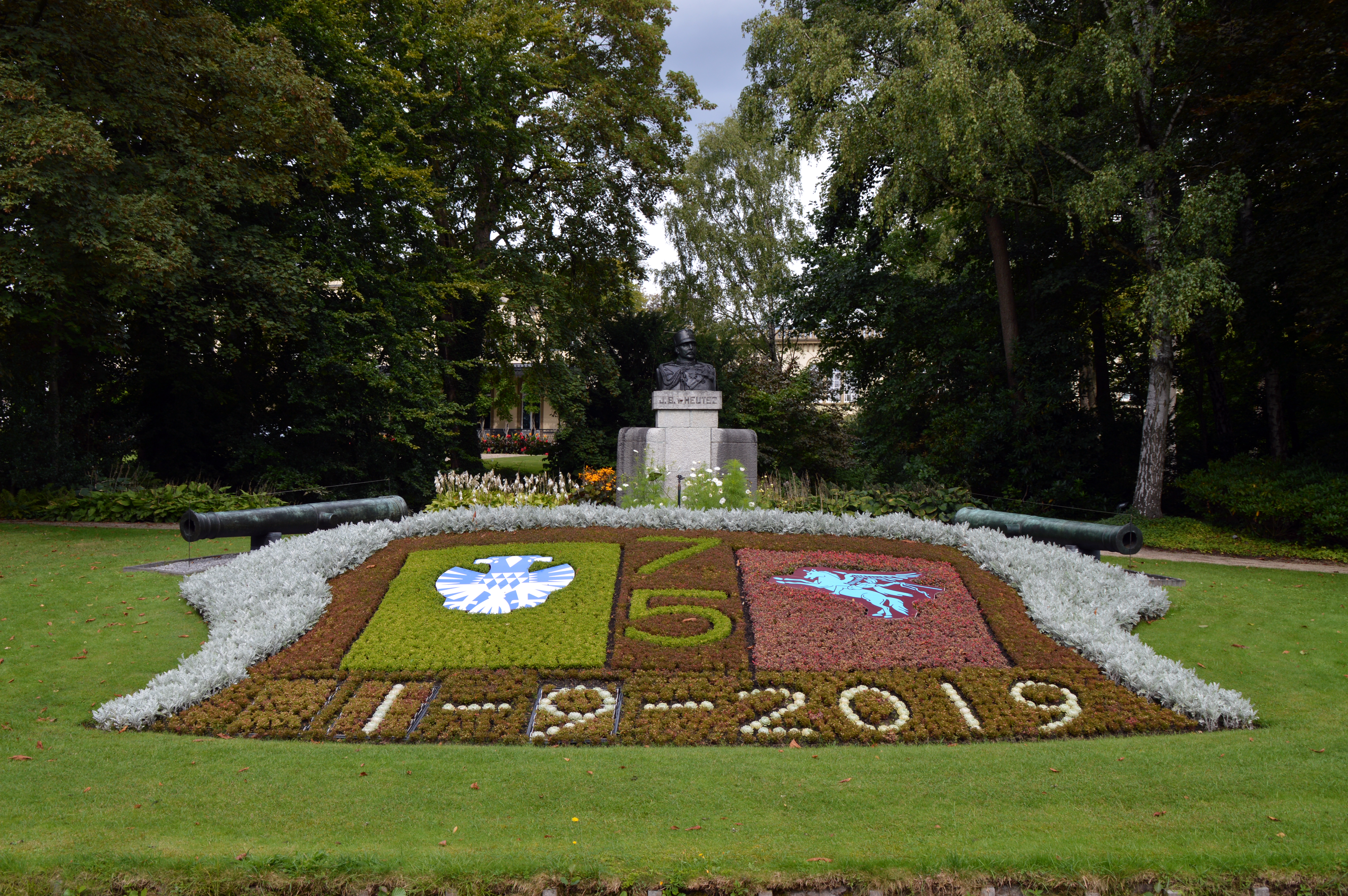
Buste en plantenkalender Bronbeek Arnhem

De monumenten die in Nederlands-Indië werden opgericht voor Van Heutsz verdwenen in de loop der tijd vrijwel allemaal. In Batavia (later Jakarta) werd in 1932 aan het Van Heutszplein (later Jalan Cut Mutia / Taman Cut Mutia) een monument opgericht dat een lange stoet mensen achter een olifant toonde, met op de zuil de naam van Van Heutsz.  Het monument was ontworpen door architect Willem Dudok en de beeldhouwer Hendrik van den Eynde. In 1935 bezocht de leider van de Nationaal Socialistische Beweging in Nederland (NSB), Anton Mussert Jakarta en legde een krans bij het monument. In 1953 werd dit monument gesloopt.  Een hoofd van een figuur van de sokkel bevindt zich in de collectie van het Rijksmuseum in Amsterdam.
In 1932 werd te Banda Atjeh een monument onthuld dat bestond uit een sokkel met buste. De buste van Van Heutsz werd tijdens de Tweede Wereldoorlog door de bevolking van Kota Radja van de sokkel gehaald en voor de Japanners verborgen gehouden. Na de soevereiniteitsoverdracht werd het aan Nederland teruggegeven; het staat tegenwoordig op het landgoed Bronbeek te Arnhem.

## Militaire traditie
Het Regiment Van Heutsz van de Koninklijke Landmacht is genoemd naar Van Heutsz. Dit regiment zet de traditie van het Nederlands-Indische leger voort, met name die van het 3e en zevende bataljon infanterie. Ook draagt het de traditie van het NDVN, Nederlands Detachement Verenigde Naties, dat in de Koreaanse Oorlog vocht. Het Regiment Van Heutsz bestaat tegenwoordig uit het 12e Infanteriebataljon Luchtmobiel (AASLT). Er bestaat ook een Van Heutsz-mars. De voormalige kazerne aan de Oudestraat 216 in Kampen is genoemd naar Van Heutsz.

## Onderscheidingen
- Kraton-medaille
- Ridder der vierde klasse in de Militaire Willems-Orde op 12 november 1875[7]
- Eresabel voor betoonde dapperheid (nr. 58) op 26 juni 1890[8]
- Commandeur Militaire Willems-Orde op 10 januari 1899 als generaal-majoor[9]
- Ridder in de Orde van de Nederlandse Leeuw in 1899
- Ridder der derde klasse in de Militaire Willems-Orde op 24 mei 1897 als luitenant-kolonel[10]
- Grootkruis in de Militaire Willems-Orde op 14 maart 1903 als gouverneur-generaal[11]
- Grootofficier in de Orde van Oranje-Nassau
- Grootkruis in de Orde van de Nederlandse Leeuw op 4 december 1919
- Expeditiekruis met twee gespen
- Onderscheidingsteken voor Langdurige Dienst als officier
- Grootkruis in de Orde van de Rode Adelaar

## Biografie
- Vilan van de Loo, Uit naam van de majesteit: het leven van J.B. van Heutsz 1851-1924, Uitgeverij Prometheus, 2020, ISBN 9789044643770

Gouverneur-generaal van de VOC

Both · 
Gerard Reynst · 
Reael · 
Coen · 
Carpentier · 
Coen · 
Specx · 
Brouwer · 
Van Diemen · 
Van der Lijn · 
Carel Reyniersz · 
Maetsuycker · 
Rijcklof van Goens · 
Speelman · 
Camphuys · 
Van Outhoorn · 
Van Hoorn · 
Van Riebeeck · 
Van Swol · 
Zwaardecroon · 
De Haan · 
Durven · 
Van Cloon · 
Patras · 
Valckenier · 
Thedens · 
Van Imhoff · 
Mossel · 
Van der Parra · 
Van Riemsdijk · 
De Klerk · 
Alting

 

Gouverneur-generaal van staatswege

Van Overstraten · 
Siberg · 
Wiese · 
Daendels · 
(Britse interventie: Raffles en Fendall) · 
Van der Capellen · 
De Kock · 
Du Bus de Gisignies · 
Van den Bosch · 
Baud · 
De Eerens · 
Van Hogendorp · 
Merkus · 
Jan Reijnst · 
Rochussen · 
Duymaer van Twist · 
Pahud · 
Prins · 
Sloet van de Beele · 
Prins · 
Mijer · 
Loudon · 
Van Lansberge · 
s'Jacob · 
Van Rees · 
Pijnacker Hordijk · 
Van der Wijck · 
Rooseboom · 
Van Heutsz · 
Idenburg · 
Van Limburg Stirum · 
Fock · 
De Graeff · 
De Jonge · 
Tjarda van Starkenborgh Stachouwer
- Bibliothèque nationale de France: cb166253087 (data)
- Biografisch Portaal: 17675270
- Digitale Bibliotheek voor de Nederlandse Letteren: heut008
- Gemeinsame Normdatei: 133702626
- International Standard Name Identifier: 0000 0000 8255 0006
- Library of Congress Control Number: n90676892
- Nederlandse Thesaurus van Auteursnamen: 070552479
- Parlement.com: vg09llzb6jzy
- Trove: 1521285
- Virtual International Authority File: 67663393
- WorldCat: E39PBJqQrDFv6y6JcMDYJfp3wC